# تاریخ عرب‌ها در افغانستان

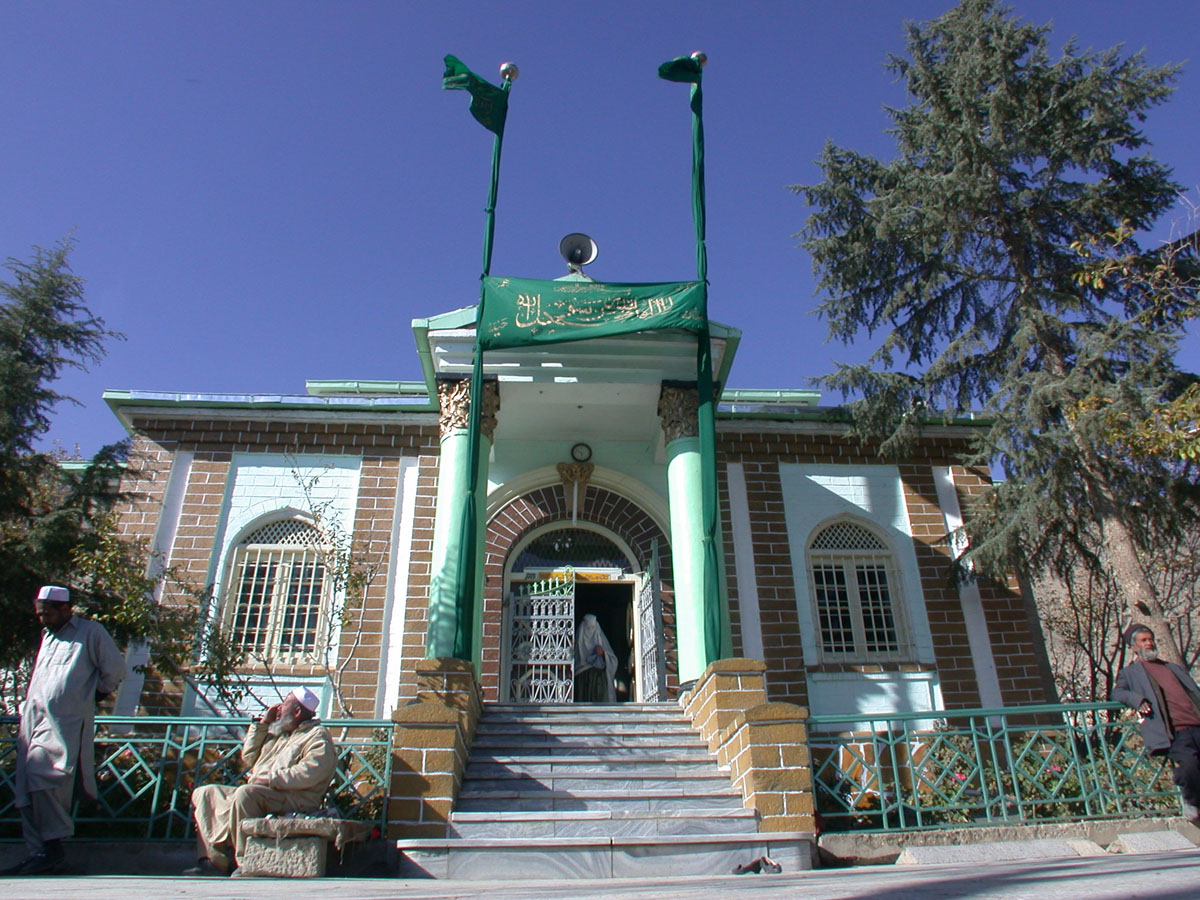
آرامگاه یک عرب ناشناخته که در حمله اعراب در کابل شهید شده است.

تاریخ عرب‌ها در افغانستان دارای بیش از یک هزار سال قدمت از سده یازدهم میلادی و حمله اعراب برای تبلیغ اسلام تا چندی پیش که باشندگان جهان عرب برای دفاع از مسلمانان از شوروی و نیروهای ناتو بدانجا رفتند، است. بیشتر عرب‌های نخستین هژمونی خود را به مرور از دست دادند و در پایان با جمعیت محلی مخلوط شدند، گرچه آن‌ها هنوز هم از نظر قانون اساسی و سرود ملی افغانستان یک گروه قومی متمایز شناخته می‌شوند. افغانستانی‌هایی که دارای نام‌های سادات یا قریشی هستند بیشتر از نوادگان همین عرب‌ها هستند.

## موج اول

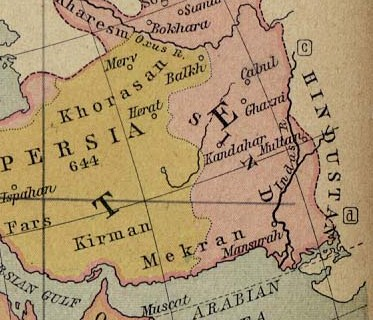
نام مناطق در زمان خلافت

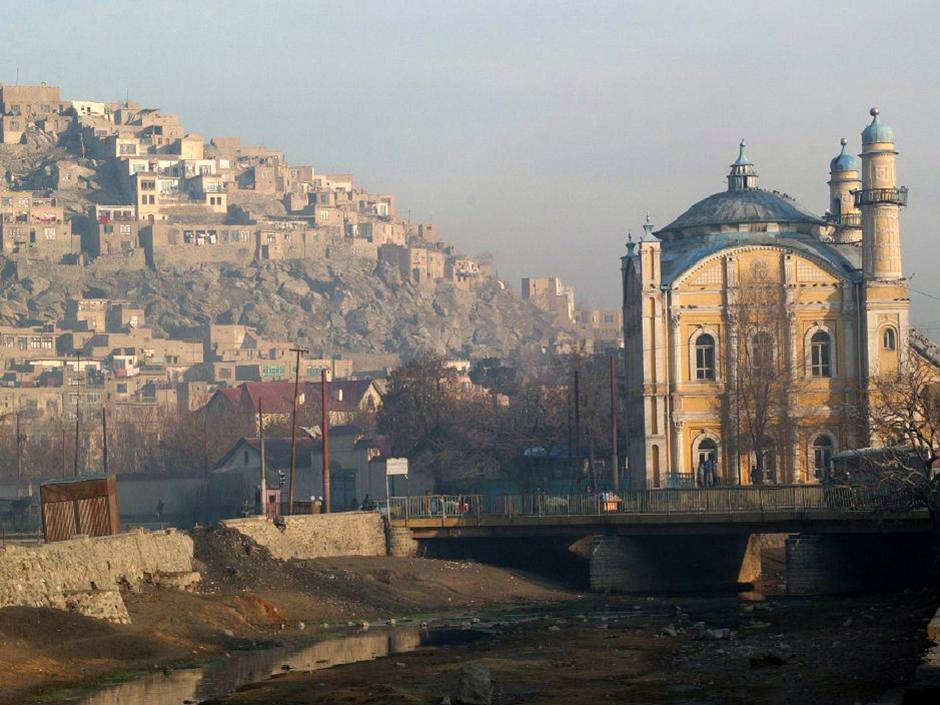
مسجد شاه دو شمشیره در کابل

در پایان قرن هفتم میلادی، اعراب اموی پس از شکست قاطع امپراتوری ساسانی در نبرد نهاوند وارد منطقه‌ای شدند که اکنون به نام افغانستان شناخته می‌شود. به دنبال این شکست عظیم، آخرین شاه ساسانی، یزدگرد سوم، که به شکار فراری تبدیل شد، به سمت شرق به اعماق آسیای مرکزی گریخت. در تعقیب یزدگرد، مسیری که اعراب برای ورود به این منطقه انتخاب کردند، از شمال شرقی ایران و سپس به هرات بود، جایی که بخش بزرگی از ارتش خود را قبل از پیشروی به سمت شرق افغانستان مستقر کردند. برخی از اعراب در این نواحی جدید ساکن شدند و ضمن اتخاذ آداب و رسوم جدید با مردم محلی ازدواج کردند. گروه‌ها و گروه‌های دیگری که تصمیم به سکونت نگرفتند به تدریج به سمت شرق پیشروی کردند اما در مناطق اطراف بامیان با مقاومت مواجه شدند. عرب‌ها در نهایت با رسیدن به کابل، با کابلشاهان که یک دیوار دفاعی طولانی در اطراف شهر ساخته بود، مقابله کردند. خونین‌ترین جنگ کابل در منطقه چهاردی بود که هنوز مقبره اعراب کشته شده در آن جنگ در منطقه دارالامان وجود دارد. مشهورترین شخصیت عرب کشته شده در آن جنگ شاه دوشمشیره بود که مقبره او در نزدیکی رودخانه کابل در خیابان آسمایی قرار دارد. یکی از مشهورترین سردارانی که با مهاجمان عرب جنگید، مازنگی نام دارد. فرماندهی مازنگی در جنگ آسمایی (کوهی شیردروازا) بود که شاه دوشمشیره در آن کشته شد. تعدادی از مناظر وجود دارد که مهاجمان عرب در کابل جنگیدند، اما خونین‌ترین نبرد پس از آسمایی، نبرد آلودن در منطقه دارالامان امروزی بود. جزئیات تاریخی این نبرد تا حد زیادی ناشناخته باقی مانده است، اگرچه اعراب در دراز مدت تحت سلطه بودند. 
در سال ۴۴ (۶۶۴ پس از میلاد)، خلیفه معاویه بن ابی صوفیان، زید، پسر اومیه را به دولت بوسوره، سیستان و خراسان معرفی کرد. در همان سال عبدالرحمان بن شیمور، یکی دیگر از امیران عرب ممتاز، از مرو به کابل لشکر کشید و در آنجا بیش از دوازده هزار نفر را تغییر داد… سعد در سال ۵۹ یاد شد و عبدالرحمان پسر زید که قبلاً به کابل حمله کرده بود، به عنوان فرمانروای خراسان معرفی شد… سلیم اندکی پس از ورود به خراسان، برادرش یزید بن زید را به سیستان منصوب کرد. چندی نگذشت که یزید چون فهمید که شاهزاده کابل با کنار گذاشتن بیعت به ابی عبیده پسر زید والی فقید سیستان حمله کرده و به اسارت گرفته است، با نیرویی برای بازپس‌گیری آن ولایت لشکر کشی کرد. در یک نبرد تنومند شکست خورد. سلیم با شنیدن این خبر، تیلا بن عبدالله، افسر دربار خود را به عنوان فرستاده به دربار کابل فرستاد تا ابی عبیده را فدیه دهد. برای بدست آوردن آن شی ۵۰۰۰۰۰ درهم پرداخت. پس از آن تیلا به پاس خدمات خود در این مناسبت، دولت سیستان را به عنوان پاداش دریافت کرد، در آنجا با جمع‌آوری نیروهای زیادی، کابل را در کوتاه مدت و خالد بن عبدالله (به گفته برخی پسر خالد بن ولید، و خالد بن عبدالله) را تحت تسلط خود درآورد. توسط دیگران پسر ابو جهل) به حکومت آن معرفی شد.— Muhammad Qasim Hindu Shah، (1560–1620)
علیرغم فقدان گزارش‌های مکتوب زیاد، یکی دیگر از میراث باستان‌شناسی معروف این نبرد در کابل باقی مانده است، به ویژه مقبره شاه دو شمشیره (ترجمه شده به فارسی رهبر با دو شمشیر) در کنار شاه دو شمشیره. مسجد. این سایت که در نزدیکی منطقه بازار کابل قرار دارد، در نزدیکی منطقه ای ساخته شده است که یک فرمانده عرب در آن کشته شده است.
با وجود جنگیدن قهرمانانه با شمشیر در دست، یکی از سرداران مسلمان در جنگ سقوط کرد. یاد اوست که امروز در مسجد گرامی داشته می‌شود. این عمارت دو طبقه در دهه ۱۹۲۰ به دستور مادر ملک امان‌الله در محل یکی از اولین مساجد کابل ساخته شد.
در پی رویارویی اعراب، این منطقه بخشی از خراسان شد و مقر قدرت آن در هرات در غرب بود. اعراب بعداً بخشی از کنترل ارضی خود را تا حدی رها کردند، اگرچه حدود ۵۰ سال بعد در سال ۷۵۰میلادی، زمانی که خلفای عباسی جایگزین امویان شدند، قدرت خود را مجدداً تأیید کردند. در آن زمان، بسیاری از اعراب به‌طور فزاینده ای با مردم محلی ترکیب شدند زیرا هویت عربی در منطقه دستخوش تغییر قابل توجهی شد. گروه‌های عرب در مناطق مختلف افغانستان امروزی از جمله وردک، لوگر، کابل، بلخ و در کوه‌های سلیمان مستقر شدند. با گذشت زمان، آداب و رسوم و زبان‌های محلی را پذیرفتند، برخی فارسی شدند و برخی دیگر که پیرو پشتونوالی بودند، افغانی شدند.
خالد که متعاقباً جانشین شد، به دلیل دشمنانی که در آن کشور داشت و به همین ترتیب از ماندن در کابل تحت فرمان جانشینی خود، از بازگشت به عربستان از راه پارس بیم داشت. از این رو، با خانواده‌اش و عده‌ای از عرب‌ها به کوه‌های سولی‌مانتی، واقع بین مولتان و پیشاور، بازنشسته شد و در آنجا اقامت گزید و دخترش را به عقد یکی از سران افغان درآورد. به دین ماهومدیسم تبدیل شده بود. از این ازدواج فرزندان زیادی به دنیا آمدند که در میان آنها دو پسر مشهور در تاریخ بودند. یکی لودی، دیگری سور؛ که هر کدام، متعاقباً، رئیس قبایلی شدند که تا امروز نام خود را دارند.— Muhammad Qasim Hindu Shah، (1560–1620)
در زمان حکومت یعقوب لیث صفاری بود که عربی شروع به از دست دادن نفوذ خود در منطقه کرد. با این وجود، اعراب با حمایت از فرمانروایان سامانی بلخ که در مقابل، به اعراب عباسی در برابر سلسله سرکش صفاریان کمک کردند، تلاش کردند تا نفوذ خود را دوباره در منطقه اعمال کنند.
علیرغم حفظ برخی آداب و رسوم و لباس پوشیدن، بیشتر اعراب افغانی اولیه (یا عرب-افغانستانی) به تدریج زبان اصلی عربی خود را از دست دادند. این امر در اثر قرن پانزدهم بابرنما تأیید شده است که اشاره می‌کند که اعراب افغانستان عملاً زبان عربی را از دست داده‌اند و در عوض به فارسی و پشتو صحبت می‌کنند. اگرچه تعداد دقیق افغان‌های عرب ناشناخته باقی مانده است، عمدتاً به دلیل ادعاهای مبهم در مورد تبار، یک آکادمیک قرن ۱۸ تخمین زده است که تعداد آنها تقریباً ۶۰۰۰۰ خانواده است.